# Bystrany, Slovacia
Bystrany este o comună slovacă, aflată în districtul Spišská Nová Ves din regiunea Košice, pe malul râului Klčovský potok⁠(d). Localitatea se află la altitudinea de 408 m deasupra n.m., se întinde pe o suprafață de 7,82 km2 și în 2017 număra 3.500 de locuitori.

## Istoric
Localitatea Bystrany este atestată documentar din 1268.

## Demografie
| An:                | 1994 | 2004    | 2014    | 2024    |
| ------------------ | ---- | ------- | ------- | ------- |
| Număr de persoane: | 2160 | 2734    | 3329    | 4052    |
| Diferență:         |      | +26,57% | +21,76% | +21,71% |

| An:                | 2023 | 2024   |
| ------------------ | ---- | ------ |
| Număr de persoane: | 3997 | 4052   |
| Diferență:         |      | +1,37% |